# Zaman Shah Durrani
Zaman Shah Durrani (v. 1770 - 1845), cinquième fils de Timour Shah Durrani, succédant à son père au trône de l'Empire afghan, devient troisième Padichah et empereur d'Afghanistan en 1793.

## Biographie
Bien que son père Timour Shah Durrani n'ait désigné clairement aucun héritier, Zaman Shah lui succède à sa mort en 1793. Avant de devenir padishah, Zaman Shah exerce les fonctions de gouverneur de Kaboul, désigné à ce poste par son père. Il s'agit d'un poste et d'un titre très prestigieux suivant la fonction du chef de l'État.
À la mort de son père, le prince Mohammad Zaman Khan doit faire face à la prétention de ses demi-frères aînés au trône. Il a eu le recours au soutien incontestable du Sardar Payenda Khan le chef du clan des Mohammadzai et des Barakzai. Mais très vite l'orgueil le gagne et il devient jaloux de la popularité de son ancien protecteur et grand vizir, Payenda Khan, dit Wazir Sarfaraz Khan, il va lâchement le faire disparaître. Les fils du défunt vont rejoindre le prétendant Prince Mahmud Khan (futur Mahmud Shah Durrani), demi-frère de Zaman Shah. En 1800, une grande armée s'est formée composée des guerriers issus des divers clans pachtouns à leur tête, Fateh Mohammad Khan, le fils aîné du défunt Payenda Mohammad Khan. Face à l'avancée de ses ennemis, Zaman Shah s'enfuit et trouve refuge chez un de ses sujets, trahi par celui-ci. Le Shah détrôné est arrêté et ramené à Kaboul. Son demi-frère, Mahmud Shah Durrani ordonne qu'on l'aveugle et le jette en prison.
En 1803, le vent tourne, son frère cadet, Shah Shuja-ul-Mulk s'empare du pouvoir et chasse le demi-frère, Mahmud Shah Durrani. Il va libérer son aîné, l'ex-roi Zaman Shah de la prison royale. En 1809, Mahmud Shah Durrani est de retour, Shah Shuja et Shah Zaman vont trouver refuge auprès de leur ancien gouverneur rebelle de Lahore, Ranjit Singh qui s'était proclamé souverain. Zaman Shah va consacrer sa  vie à la dévotion et va accomplir le pèlerinage.
L'ex-roi Zaman Shah va retrouver une dernière fois sa capitale Kaboul durant les années 1839-1842, où son frère Shah Shuja remonte sur le trône avec le soutien des armes britanniques (c'est le début de ce qu'on appelle « la première guerre anglo-afghane »). L'assassinat de Shah Shuja et la défaite britannique contraint l'invalide Zaman Shah de regagner l'Inde, où il va finir sa vie en 1845.